# Shadows Between the Sky
Shadows Between the Sky es el vigesimoséptimo disco del guitarrista Buckethead, lanzado a la venta el 6 de febrero de 2010 por el sello discográfico TDRS Music.

## Canciones
| N.º | Título                     | Duración |  |
| 1.  | «Shadows Between the Sky»  | 3:03     |  |
| 2.  | «Inward Journey»           | 5:14     |  |
| 3.  | «Chaos of the Unconscious» | 3:02     |  |
| 4.  | «Rim of the World»         | 2:35     |  |
| 5.  | «City of Woe»              | 2:19     |  |
| 6.  | «Sea Wall»                 | 2:40     |  |
| 7.  | «Sled Ride»                | 3:06     |  |
| 8.  | «Sunken Statue»            | 2:37     |  |
| 9.  | «Cookies for Santa»        | 3:32     |  |
| 10. | «Andrew Henry's Meadow»    | 2:43     |  |
| 11. | «Centrum»                  | 2:28     |  |
| 12. | «The Cliff's Stare»        | 4:43     |  |
| 13. | «Greenskeeper»             | 0:58     |  |
| 14. | «Wax Paper»                | 3:09     |  |
| 15. | «Walk on the Moon»         | 2:45     |  |

## Créditos
- Buckethead – guitarras
- Dan Monti – bajo y batería
- Producido por Dan Monti y Albert.
- Ingeniería de sonido y remezclas por Dan Monti
- Diseños artísticos - Bryan Theiss de Frankenseuss Labs.